# FastCGI
Интерфейс FastCGI — клиент-серверный протокол взаимодействия веб-сервера и приложения, дальнейшее развитие технологии CGI. По сравнению с CGI является более производительным и безопасным.
FastCGI снимает множество ограничений CGI-программ. Недостаток CGI-программ — в том, что они должны быть перезапущены веб-сервером при каждом запросе, — что приводит к понижению производительности. FastCGI (вместо того, чтобы создавать новые процессы для каждого нового запроса) использует постоянно запущенные процессы для обработки множества запросов; это позволяет экономить время.
В то время как CGI-программы взаимодействуют с сервером через STDIN и STDOUT запущенного CGI-процесса, FastCGI-процессы используют Unix Domain Sockets или TCP/IP для связи с сервером. Это даёт следующее преимущество над обычными CGI-программами: FastCGI-программы могут быть запущены не только на этом же сервере, но и где угодно в сети. Также возможна обработка запросов несколькими FastCGI-процессами, работающими параллельно.
lighttpd включает в себя внутренний распределитель нагрузки FastCGI, который может использоваться для распределения сразу на несколько FastCGI-серверов. В отличие от иных решений, в кластере должен находиться только FastCGI-процесс, а не целый веб-сервер. Это позволяет использовать FastCGI-процессу больше ресурсов, по сравнению, например, с load-balancer+apache+mod_php.
При сравнении php-FastCGI с apache+mod_php необходимо обращать внимание на то, что FastCGI обеспечивает дополнительную безопасность, такую как, например, запуск FastCGI-процесса под учётной записью пользователя, отличного от пользователя веб-сервера, а также может находиться в chroot'е, отличном от chroot'а веб-сервера.
При сравнении perl-FastCGI с apache+mod_perl(1,2), кроме вышеуказанного, заметно, что для разделяемого использования памяти между процессами, реализуемого в mod_perl через startup.pl, необходим FastCGI-менеджер процессов, реализованный на Perl. Это реализуется модулем FCGI::ProcManager и его надстройкой FCGI::Spawn.

## Веб-серверы, поддерживающие FastCGI
- Abyss Web Server
- Apache HTTP-сервер (частично)
  - Используются сторонние модули mod_fastcgi или mod_fcgid
  - Мультиплексирование запросов через одно соединение невозможно в данной архитектуре веб-сервера Apache[1]
- aXesW3
- Cherokee HTTP Server
- Hiawatha webserver
  - Поддержка изолированного FastCGI-сервера
- Lighttpd
- LiteSpeed Web Server
- Microsoft IIS[2]
- MyServer
- nginx
  - Поддержка группы серверов
- OpenBSD httpd[3]
- Open Market Web Server
- Roxen webserver
- Sun Java System Web Server (и предшественники)
- WebSTAR
- Yaws
- Zeus
- Kitura

## Привязки FastCGI API в языках программирования
FastCGI может быть использован в любом языке, поддерживающем сокеты. Существующие API:
- Borland Delphi/FreePascal[4]
- C / C++
- C#
- Chicken Scheme
- Common Lisp: CLISP and CMUCL
- D (язык программирования)
- Go
- Erlang
- Guile Scheme
- Goanna Eiffel
- Haskell
- HP BASIC for OpenVMS
- Java
- Lua
- Mono XSP
- Ocaml
- Perl
- PHP
- Python
- Roadsend PHP
- Ruby
- Rust
- SmallEiffel
- Smalltalk: FasTalk и Dolphin Smalltalk
- Tcl